# Sublunär sfär
Sublunär sfär (av latin sub luna, ”under månen”) är ett begrepp som används inom Aristoteles fysik, för att beskriva en kosmisk region av den geocentriska världsbilden. Denna region omfattar allt under månen, från jorden, på och i jorden, upp till månen, och kännetecknas av ständig omvandling och förändring genom de fyra klassiska elementen: jord, luft, eld och vatten. Världsbilden i sin helhet liksom denna kosmiska region äger ingen vetenskaplig giltighet i dag, men används emellanåt i överförd mening för en jordbunden, materiell tillvaro som ständigt ändrar utseende. Författaren Samuel Johnson prisade en gång Shakespeares skådespel för deras uppvisande av den "sublunära naturens" verkliga tillstånd, där gott och ont, glädje och sorg blandas om vartannat.